# Белопаланачке парохије
Белопаланачке парохије су две локалне православне заједнице, у организационом погледу означене као прва и друга парохија, које су у сатаву Архијерејског намесништва белопаланачког Епархије нишке, са седиштем у Општини Бела Паланка у Пиротском управном округу.

## Прва белопаланачка парохија
Ову парохију сачињавају: део Беле Паланке, десна страна Црвене реке, Клисура, Кременица, Теловац, Чифлик, Сињац, Мирановац, Мирановачка кула, Пајеж, Моклиште, Доњи и Горњи Рињ (нема житеља), Дражево, Бабин Кал, Доња и Горња Глама, Букуровац, Клење, Љубатовица, Козја и Витановац, Долац, Врандол, Градиште, Крупац и Ореовац.

### Цркве у саставу Прве парохије
У саставу Прве белопаланачке парохије налазе се следеће цркве; Црква Вазнесења Господњег, у центру града Стара Црква на старом белопаланачком гробљу, Црква Светог Великомученика Георгија у Осмакову, Црква Светог архангела Гаврила у Моклишту, Црква Светог великомученика Пантелејмона у Враништу, Црква Свете Петке у Градишту, Црква светог Илије у Клисури, Црква Светих Апостола Петра и Павла у Црноклишту.

#### Црква Вазнесења Господњег у Белој Паланци
Црква Христовог Вазнесења, која се налази у централном делу Беле Паланке изграђена је у периоду од 1909–1910. године, по одобрењу, министра просвете Краљевине Србије од 14. маја 1903. године.
Иницијативу за изградњу ове цркве описаоа је познати путописац, археолог и добар познавалац прилика у Србији, Феликс Каниц;
| „ | да се након ослобођења од Турака 27. децембра 1877. хришћанско становништво из околине одмах бацило на рушење тврђаве. Њен источни и јужни фронт, заједно са свим турским зградама, послужили су као каменолом за Цркву Христовог Успенија. Годину дана након ослобођења од Турака варошани Беле Паланке се обраћају министру црквених дела са молбом да се омогући градња Цркве. | ” |

Цркву је пројектовао арх. Милорад Рувидић, стални наставник (историје архитектуре, византијске архитектуре и архитектонских проблема) архитектонског одсека Техничког факултета у Београду. Према овом пројекту Црква има површину 132,63 m² и висину заједно са кубетом 21,15 m, а њена градња одговарала је тзв. ханзеновом стилу.
У архитектонском погледу, грађевина је у основи триконхоналног типа, са фасадом која је сем њене источне стране, подељена по хоризонтали на три поља кордон венцима и по вертикали полуколонетама на угловима у којима се спајају углови апсида. Доње ивице прозора се подударају са доњом ивицом кордон венца, а горње одвајају површину испод кровног венца на којима се истичу мање розете са крстовима. Улаз на источној страни цркве подигнут је на три степеника, са два бочна пуна стуба и два полустуба који носе трем, а западно прочеље има трапезни облик.
Црква Христовог Вазнесења у Белој Паланци имала је првобитни изглед све до 2010. године, када јој је дозидана припрата и обновљена целокупна фасада, која је обојена тако да се полуколонете и кордон венци јасно издвајају у боји цигле, од основе, која представља неку средину између драп и розе боје. Током 2011. године у цркви је постављен нов иконостас, а под је урађен у штампаном бетону. По завршетку грађевинских радова и освешћења цркве од стране Патријарха Иринеја, започета је фрескодекорација унутрашњих зидова цркве, које је и даље траје.

#### Стара Црква у Белој Паланци
Стару Цркву у Белој Паланци, највероватније насталу пре 19. века, белопаланчани су користили пре изградње данашње главне цркве у центру Беле Паланке. Цркву су, на старом белопаланачком гробљу, изградили становници четрдесет српских кућа уз већ постојећу цркву, из ранијег периода, о чијем пореклу не постоје материјални докази, осим оног о године њене доградње – око 1835.
Многи историчари у Белој Паланци почетак рада школе, а тиме и школства у Белој Паланци везују са подизањем цркве на старом гробљу.
У Старој Цркви у Белој Паланци верска служба вршена је све док се због дотрајалости није порушила. Тада је њену улогу преузела Црква у центру Беле Паланке.
Црква је једноставна једнобродна грађевина правоугоне основе са полукружном апсидом. Рустичног је стила са кровом на две воде покривеним ћерамидом и зидовима од грубо притесаног камена. Испред олтарског дела и наоса цркве била је својевремено подигнута савремена верзија припрате, али је временом и она порушена.
У првим деценијама 21. века доста је учињено на обнављању Цркве. Обновљени су темељи и сазидани зидови, а Црква је стављена под кров. У наставку обнове и рестаурације предстоји сређивање унутрашњости цркве и порте око њега.

#### Црква Светог Великомученика Георгија у Осмакову
Црква Светог Великомученика Георгија налази се у селу Осмакову, удаљеном седам километара северозападно од села Црноклиште. Црква је подигнута на старијем култном месту, највеоватније у 17. веку, о чему сведоче делови касноантичке пластике и остаци живописа.
Црква Светог Великомученика Георгија у Осмакову је једноставна, једнобродна грађевина засведена полуобличастим сводом, са олтарском апсидом која је споља и изнутра полукружног облика. Светлост у наос продире кроз три прозора на источној, северној и јужној страни. На западној страни је улаз изнад којег је избачени полукружни лук као једини декоративни елемент. Црква је споља омалтерисана и окречена.
На унутрашњим зидним површинама налазе се делимично сачувани фрагменти фресака. На њима се распознају Рођење Христово, Благовести, Причешће Апостола, Богородичино Успење. Према мишљењу историчара уметности и стилским и иконографским одликама, недовољно очувани живопис највероватније потиче из првих деценија 17. века, када је вероватно Црква саграђена.

#### Црква Светог архангела Гаврила у Моклишту
Црква Светог архангела Гаврила у Моклишту, која је посвећена Светом Архангелу Гаврилу, највероватније потиче из 19. века (око 1838)
У истом периоду поред цркве изграђена је и звонара.
Црква је једноставна грађевима правоугаоне основе са припратом на самом улазу. На зидовима, који су висине једног метра, постављени су дрвени стубови и кров на две воде препокривен ћеремидом.
На цркви нису вршени радови на адаптацији све до деведесетих година 20. века. Наиме како су делови брда које се налази одмах иза Цркве дуги низ година клзилили ка цркви, на иницијативу тадашњег свештеника Боже Недељковића и верника овог села, започето је реновирање ове светиње. Након земљаних радова и санације клизишта урађени су, релативно брзо, и грађевински радови, тако да су Црква и звонара у потпуности обновљене. Токо 2010. године на цркви је саграђена и припрата, што је овој грађевини вратило првобитни изглед. Цркву је након обнове осветио, у том периоду епископ нишки, господин Иринеј.

#### Црква Светог великомученика Пантелејмона у Враништу
Црква Светог великомученика Пантелејмона у селу Враниште, налази се на око 3 километра северно од пута Бела Паланка-Пирот. Црква које је изграђена 1896. године, првобитно је била у центру села. Међутижег периода расељавања становништва Враништа она се дана налази на око 500 метара испред прилаза селу.
Црква са припратом и звоником је по димензија скромна грађевина. Према наводима мештна црква је три пута обнављана: 1939, 1982. и последњи пут 2000. године.
Током реконструкције из 2001. године, црква је дозида око 1 метара, замењена је комплетна кровна конструкција, срушен је стара припрата и изграђен нова са три лучна отвора, а и изнад ње изграђен је звоник са четири прозаорска отвора.

#### Црква Свете Петке у Градишту
Црква Свете Петке у Градишту или Параклис (капела) Свете Петке, у архиви црквених добара води као капела-параклис, посвећена је Светој Петки (Св. Парскеви), а настала је с краја 19. века, на одвајкада сакралном месту (црквишту). Након што је, највероватније из спољне средине, донет запис посвећен преподобној Светој Параскеви (Свет Петки), и на тој локацији изграђена је црквица-капела, тако што су мештани доносили камен са свих страна.
Црква се налази у центрлном делу села Градиште (Општина Бела Паланка), на око 22 km источно од Ниша и исто толико западно од Беле Паланке.
У сачуваним документима о цркви Свете Петке у Градишту, најстарији је онај који је пронађен у рушевинама оближње сеоске куће под Чуком, 1898. године. У њему се помиње; да је црква године 1898. године била под кровом, да је била сазидана од тврдог материјала, да је била просте израде и да је тада припадала Црквеној општини Врандолској чији је парох Димитрије Мијалковић, вршио службе у њој. У истом документу наводи с и да су тутори цркве били Таса Крстић и Мита Здравковић и да је саграђена уз помоћ и залагање тадашњих мештана.
По расположивим подацима, претпоставља се да је, капела први пут обнављана у периоду од 1928.1930 године, на шта указују пронађени стари и рачуни за грђевински материјал на име цркве Свете Петке у Градишту. До Другог светског рата црква је имала дрвеном оградом ограђену порту са капијом и звоно у ракљама дрвећа. До цркве се налазила Основна школа.
Након обнове из 1930. године, црква је била у добром стању све до почетка Другог светског рата. Након ослобођења, до 1947. године, црква је била под кровом, када је као полупорушена и потпуно напуштена.
Године 2009. године на иницијативу малобројни мештани села Градишта и околине, и на њихову молбу за благослов епископа нишког, покренута је обнова цркве. Најпре је раскрчено растиње и жбуње како би се открио стари темељ порушене цркве. На истом темељу изведени су грађевински радови, тако да је капела већ 2011. године била сазидана од тесаног природног камена и стављена под кров. Радови су настављени 2012. године када је дограђена припрата, монтиран и осликан нов иконостас и сређена унутрашњост цркве.

#### Црква Светог Илије у Клисури
Време настанка, првобитне Цркве Светог Илије у Клисури није познато. Њено црквиште откривено је с почетка 20. века. Међу мештанима Клисуре и околине, овај локалитет познат је и као „стара Црква“, највероватније назван на основу претпоставке и открића темеља и зидова у облику православне цркве.
Одлуку о изградњи нове цркве у центру села мештани Клисуре донели су 1907. године. Удруженом акцијом, сељани су сакупилии и пренели сав материјал затечен на старом црквишта, и онај који је могао да се искористи уградили су у нови храма.
Изградња нове цркве трајала је око пет година. Око ове цркве од 2012. године, на дан светог Илије у њеној порти окупњају се малобројни мештани села Клисура.

#### Црква Светих Апостола Петра и Павла у Црноклишту
Црква Светих Апостола Петра и Павла саграђена је с краја 16. или почетком 17. века, у селу Црнклиште поред магистралног ауто-пута
О овом храму не постоји пуно писаних трагова. података.
Према казивању мештана црква је обнављана, више пута, а задњи пут 2014. године, када је на старим темељима сазидана, нова припрата, што је цркви вратило првобитан изглед. Тако јо после више деценија обновљен богослужбени живот при овом храму.
На унутрашњим зидовима наоса назиру се трагови старог фрескописања, док су зидови припрате изглетовани и окречени у бело.

## Друга белопачаначка парохија
Другу парохију сачињавају: део Беле Паланке, лева страна Црвене реке, Ново Село, Долац насеље, десна страна Црвене реке, Шпај, Вргудинац, Космовац, Глоговац, Тамјаница, Топоница, Црвени брег, Мокра и Лесковик.

### Цркве у саставу Друге парохије
У саставу Прве белопаланачке парохије налазе се следеће цркве; Црква Светих Ћирила и Методија у Црвеној Реци, Црква Рођења Пресвете Богородице у Мокри, Црква Свете преподобномученице Параскеве у Шпају, Црква Светог Јована Крститеља у селу Мирановачка Кула, Црква Светог Николаја у селу Горњи Стрижевац.

#### Спомен црква Светих Ћирила и Методија у Црвеној Реци
Црква Светих Ћирила и Методија у Црвеној Реци, која је посвећена је светој браћи Кирилу и Методију, зидана је у 20. веку (од 1934. до 1947. године).
Највећим делом сопственим средстава изградњу цркве финансирало је Министарства војске и морнарице Краљевине Југославије јер су у њој, испод олтара, сахрањене кости изгинулих српских војника, на Шпајском брду, спречавајући надирање Бугара ка Нишу у Првом светском рату од 16. до 20. октобра 1915. године. Како је црква грађена у време локалног пароха Јована Аранђеловића у цркви је и он и сахрањен.
Због дотрајалости објекта, обнова Цркве започета је 1992. године. Током 2000. године обновљена је у потпуности кровна конструкција, кровни покривач, целокупна лимарија и фасада храма. Камена розета на улазним вратима и прилазна стаза до цркве обновљене су током 2009. године. Иконостас цркве конзервиран је и рестаауриран 2011. године.

#### Црква Рођења Пресвете Богородице у Мокри
Црква у Мокри посвећена је Рођењу Пресвете Богородице сазидана је у периоду од 1911. до 1924. године. Прекид у градњи црве настао је због Балканских ратова и Великог рата. Парохијски летописи наводе да је на месту цркве у 19. веку постојала дрвена Црква.
Након изградње црква је освећена 1925. године од стране тадађњег епископа нишког Доситеја. . Црква је реновирана 2010. године, највећом заслугом протосинђела Серафима Живковића.

#### Црква Свете преподобномученице Параскеве у Шпају
Црква Свете преподобномученице Параскеве у Шпају, посвећена Светој мученици Параскеви, саграђена је 1869. године.
Црква је више пута обнављана, а последњи пут је то учињено од 1998. до 1999. године на иницијативу свештеника Драгија Илића и мештана села Шпај. Током реконструкције цркве, извршена је замена пода, сређивање фасаде, санација крова, уградња новог иконостаса, а око црквене порте постављена је ограда.
Освећење обновљене Црква Свете преподобномученице Параскеве обавио је, тадашњи епископ нишки, Патријарх господин Иринеј у јесен 1999. године.

#### Црква Светог Јована Крститеља у селу Мирановачка Кула
Црква у селу Мирановачка Кула, која је посвећена Светом Јовану Крститељу, саграђена је без одобрења министарства просвете Краљевине Југославије 1935. године. Летописи Парохије белопаланачке наводе да је највећи иницијатор за грађење цркве била ондашља учитељица села Мирановачка Кула, Даница Живковић.
По првобитној замисли њених идејних твораца цркве је требало да буде спомен костурница тј. да војници и старешине који су погинула у том крају буде сахрањена у олтарском делу као што је то урађено у Цркви свете браће Кирила и Методија у Црвеној Реци.
Због намере да буде спомен костурница, њени градитељи су Цркву Светог Јована Крститеља градили слично облицима са Цркве у Црвеној Реци.
Црква је због дотрајалости обновљена 1987. године. Исте године освећена је од стране, тада епископа нишког, Патријарха Иринеја.

#### Црква Светог Николаја у Горњем Стрижевцу
Црква Светог Николаја у селу Горњи Стрижевац, који је посвећен светом Николају Чудотворцу, сазидан је 1857. године, о чему постоји запис уклесан на каменој плочи на улазу у храм, на којој се помињу; тадашњи свештеници Георгије и Живко, и ктитори цркве Живко, Коста и Стојан. Поред ове цркве у селу постоје и три света места, на три различите стране села, са каменим или дрвеним крстовима (Светониколски крст, Богородичин крст (1838) и Петров крст). Поред сваког од ових крастова, једном годишње, окупљали су се становници села Горњи Стрижевац и околине.
До 1976. године, у Цркви светог Николаја, локални парох редовно је обављао верску службу, да би је с краја 20 века овај храм задесила иста судбина (урушавања) као и већину других храмова са подручја Белопаланачке котлине, које су запуштени и временом уништени.
Обнова Црква Светог Николаја од стране мештана Горњих Стрижеваца, започела је 2009. године извођењем, грубих, спољашњих радова, који су највећим делом завршени, док се унутрашњост цркве још уређује.
У црквеној порти налази се звоник са два звона на којима пише; да су их приложили за време краља Милана, сељани Стрижевца 1887. године.